# Galactia lindenii
Galactia lindenii är en ärtväxtart som beskrevs av Arturo Erhardo Erardo Burkart. Galactia lindenii ingår i släktet Galactia och familjen ärtväxter. Inga underarter finns listade i Catalogue of Life.